# Мачадо, Дейвер
Де́йвер Андре́с Мача́до Ме́на (исп. Deiver Andrés Machado Mena; род. 2 сентября 1993 года, Тадо, Колумбия) — колумбийский футболист, защитник клуба «Ланс» и сборной Колумбии. Участник Олимпийских игр 2016 года в Рио-де-Жанейро.

## Клубная карьера
Мачадо начал профессиональную карьеру в клубе «Атлетико Насьональ». В 2013 году он был включён в заявку основной команды. 27 октября в матче против «Бояка Чико» Дейвер дебютировал в Кубке Мустанга. Несмотря на малое количество проведённых матчей Мачадо стал чемпионом и обладателем Кубка Колумбии в составе «Атлетико Насьональ». В 2014 году для получения игровой практики он на правах аренды присоединился к «Альянса Петролера». 27 февраля в поединке против «Атлетико Хуниор» Дейвер дебютировал за новый клуб.
После окончания аренды Мачадо был продан в «Мильонариос». 26 марта 2015 года в матче против «Депортиво Пасто» он дебютировал за новую команду. 1 февраля 2016 года в поединке против «Патриотас» Мачадо забил свой первый гол за «Мильонариос».
Летом 2017 года Дейвер перешёл в бельгийский «Гент». 6 августа в матче против «Антверпена» он дебютировал в Жюпиле лиге.

## Международная карьера
Летом 2016 года Мачадо в составе олимпийской сборной Колумбии принял участие в Олимпийских играх в Рио-де-Жанейро. На турнире он сыграл в матчах против команд Швеции, Японии и Нигерии.
В 2018 году в товарищеском матче против сборной Аргентины Мачадо дебютировал за сборную Колумбии.

## Достижения
Командные
 «Атлетико Насьональ»
- Чемпионат Колумбии по футболу — Финалисасьон 2013
- Обладатель Кубка Колумбии — 2013